# Microdon bellulus
Microdon bellulus är en tvåvingeart som först beskrevs av Samuel Wendell Williston  1891.  Microdon bellulus ingår i släktet myrblomflugor, och familjen blomflugor. Inga underarter finns listade i Catalogue of Life.